# Gmina Lelów
Die Gmina Lelów ist eine Landgemeinde im Powiat Częstochowski der Woiwodschaft Schlesien in Polen. Ihr Sitz ist die ehemalige Stadt gleichen Namens mit etwa 2100 Einwohnern.

## Geographie
Die Gemeinde liegt im Nordosten der Woiwodschaft, die Grenze zur Woiwodschaft Heiligkreuz ist zwei Kilometer entfernt. Częstochowa (Tschenstochau) liegt 30 Kilometer westlich. Nachbargemeinden sind Irządze, Janów, Koniecpol, Niegowa, Przyrów, Szczekociny.
Zu den Gewässern gehört die Białka.

## Geschichte
Die Landgemeinde wurde 1973 aus Gromadas wieder gebildet. Ihr Gebiet kam 1975 von der Woiwodschaft Kielce zur Woiwodschaft Częstochowa, der Powiat Włoszczowski alten Zuschnitts wurde aufgelöst. Zum 1. Januar 1999 kam die Gemeinde zur Woiwodschaft Schlesien und zum Powiat Częstochowski.

## Gliederung
Zur Landgemeinde Lelów gehören 17 Dörfer mit einem Schulzenamt (sołectwo):
Biała Wielka
Celiny
Drochlin
Gródek
Konstantynów
Lelów
Lgota Błotna
Lgota Gawronna
Mełchów
Nakło
Paulinów
Podlesie
Skrajniwa
Staromieście
Ślęzany
Turzyn
Zbyczyce
Posłoda
Weitere Orte der Gemeinde sind: Bogumiłek, Brzozowa Góra, Bysów, Kosmówki und der Weiler Nakło.

## Politik

### Bürgermeister
An der Spitze der Verwaltung steht der Gemeindevorsteher. Seit 2014 war dies Krzysztof Molenda, der mit seinem eigenen Wahlkomitee antrat, aber der PSL angehört. Die turnusmäßige Wahl im April 2024 brachte folgendes Ergebnis:
- Renata Samek (Wahlkomitee Renata Samek) 49,4 % der Stimmen
- Krzysztof Molenda (Wahlkomitee „Gemeinsam für die Gemeinde Lelów“) 26,4 % der Stimmen
- Dorota Jakubowska (Wahlkomitee Dorota Jakubowska) 12,0 % der Stimmen
- Anna Gorczyczyńska-Hanko (Wahlkomitee „Eine bessere Zukunft für die Bewohner der Gemeinde Lelów“) 5,4 % der Stimmen
- Adrian Stolarski (Prawo i Sprawiedliwość) 4,3 % der Stimmen
- Übrige 2,5 % der Stimmen

In der damit notwendigen Stichwahl wurde Renata Samek mit 67,6 % der Stimmen gegen Amtsinhaber Molenda zum neuen Gemeindevorsteher gewählt.
Bei der turnusmäßigen Wahl im Oktober 2018 wurde Amtsinhaber Molenda ohne Gegenkandidaten mit 81,0 % wiedergewählt.

### Gemeinderat
Der Gemeinderat von Lelów besteht aus 15 Mitgliedern, die in Einpersonenwahlkreisen gewählt werden. Die Wahl 2024 führte zu folgendem Ergebnis:
- Wahlkomitee „Gemeinsam für die Gemeinde Lelów“ 30,1 % der Stimmen, 7 Sitze
- Wahlkomitee Renata Samek 28,3 % der Stimmen, 7 Sitze
- Wahlkomitee Dorota Jakubowska 13,5 % der Stimmen, 1 Sitz
- Wahlkomitee „Eine bessere Zukunft für die Bewohner der Gemeinde Lelów“ 7,7 % der Stimmen, kein Sitz
- Prawo i Sprawiedliwość (PiS) 6,0 % der Stimmen, kein Sitz
- Wahlkomitee „Die Zukunft der Gemeinde“ 5,2 % der Stimmen, kein Sitz
- Übrige 9,2 % der Stimmen, kein Sitz

Die Wahl 2018 führte zu folgendem Ergebnis:
- Wahlkomitee „Gemeinsam für die Gemeinde Lelów“ 48,2 % der Stimmen, 13 Sitze
- Polskie Stronnictwo Ludowe (PSL) 16,2 % der Stimmen, kein Sitz
- Prawo i Sprawiedliwość (PiS) 14,3 % der Stimmen, kein Sitz
- Wahlkomitee „Gastfreundliches Lelów“ 12,0 % der Stimmen, 1 Sitz
- Wahlkomitee „Gemeinsam können wir mehr für die Gemeinde Lelów tun“ 9,4 % der Stimmen, 1 Sitz

## Verkehr
Bahnanschluss besteht im Ort Podlesie an der Bahnstrecke Kielce–Fosowskie.

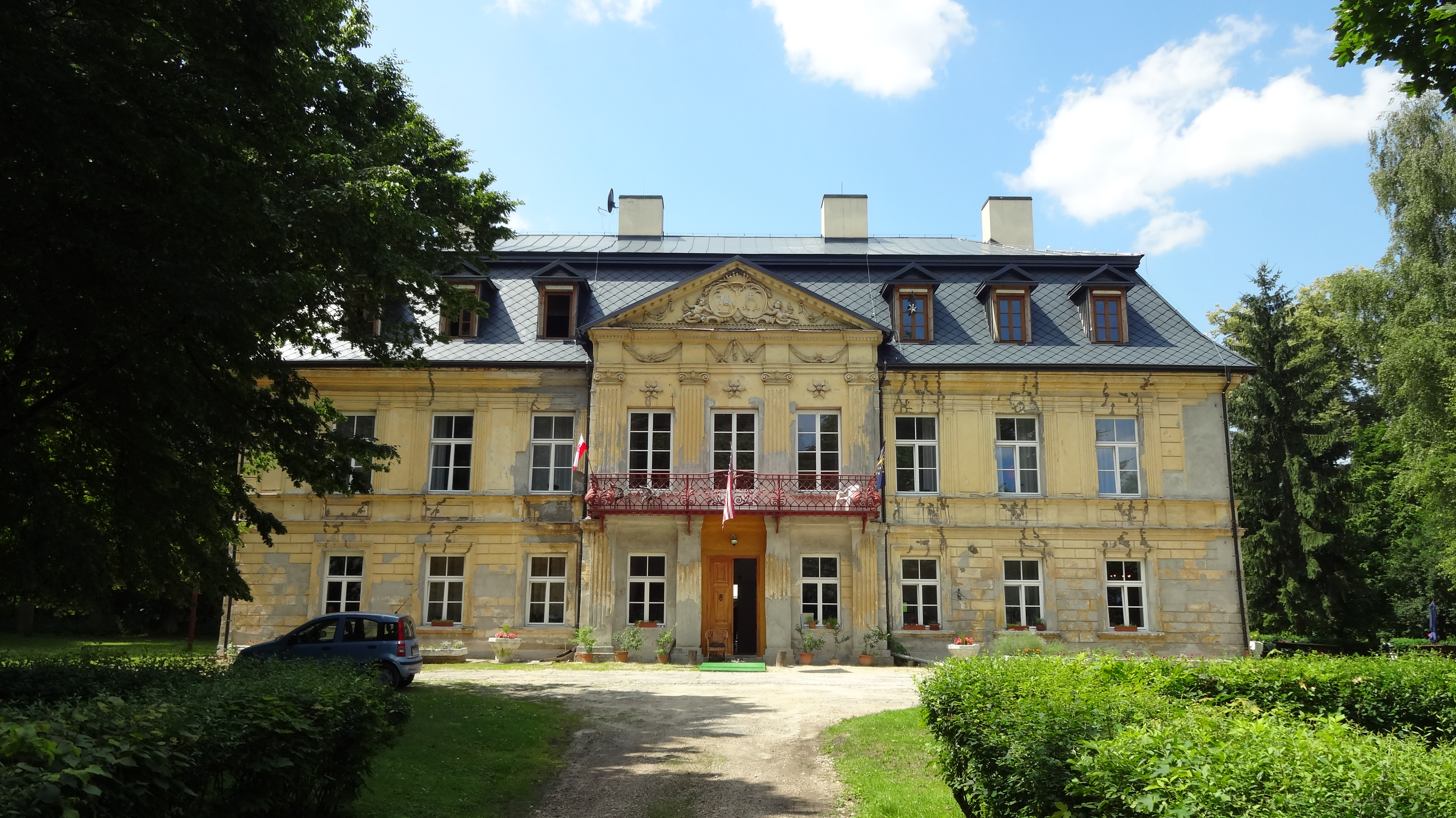
Palast in Nakło.

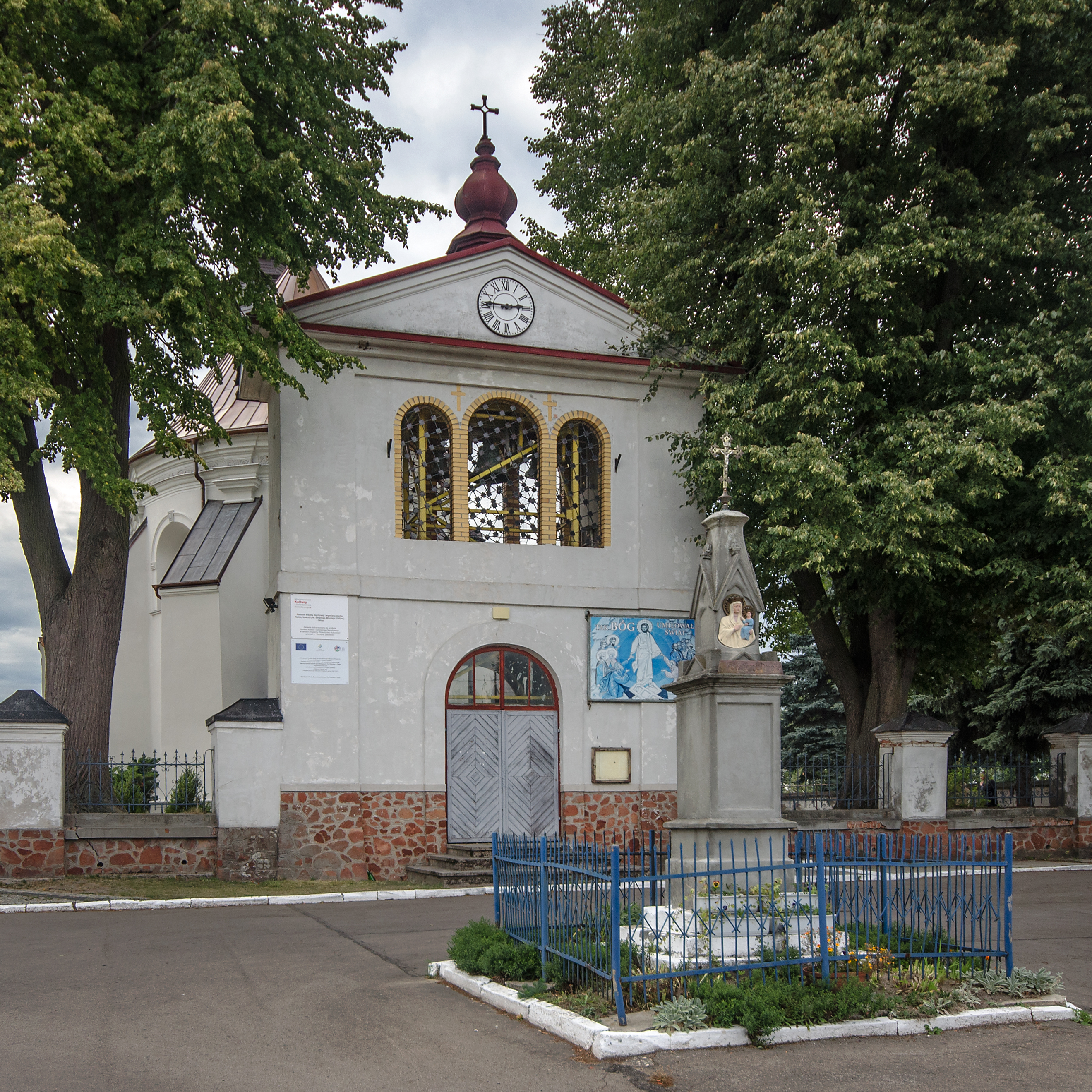
St.-Nikolai-Kirche in Nakło.

## Bauwerke
Im zur Gemeinde gehörenden Dorf Nakło stehen mit dem 1770 bis 1780 erbauten Palast und der St.-Nikolai-Kirche aus dem 19. Jahrhundert zwei denkmalgeschützte Bauwerke.